# Svaz průmyslu a dopravy ČR
Svaz průmyslu a dopravy ČR (SP ČR) je zaměstnavatelským svazem v České republice. Je nestátní, na vládě, politických stranách a odborech nezávislou organizací ovlivňující hospodářskou a sociální politiku vlády a působící na vytváření optimálních podmínek pro podnikání. Hájí zájmy zaměstnavatelů na úrovni České republiky, ale i v evropských a světových organizacích. Vyjednává za zaměstnavatele s vládou a odbory v Radě hospodářské a sociální dohody, tzv. tripartitě.
Svaz podle vlastních údajů sdružuje 33 odvětvových profesních či regionálních svazů a asociací (kolektivních členů), 146 individuálních členských firem a 4 pozorovatele (k červnu 2019). Celkově tak reprezentuje zhruba 11 tisíc firem, které zaměstnávají 1,3 milionu pracovníků. Po České republice má sedm regionálních zastoupení, která vyjednávají za zaměstnavatele v krajských tripartitách.

## Historie

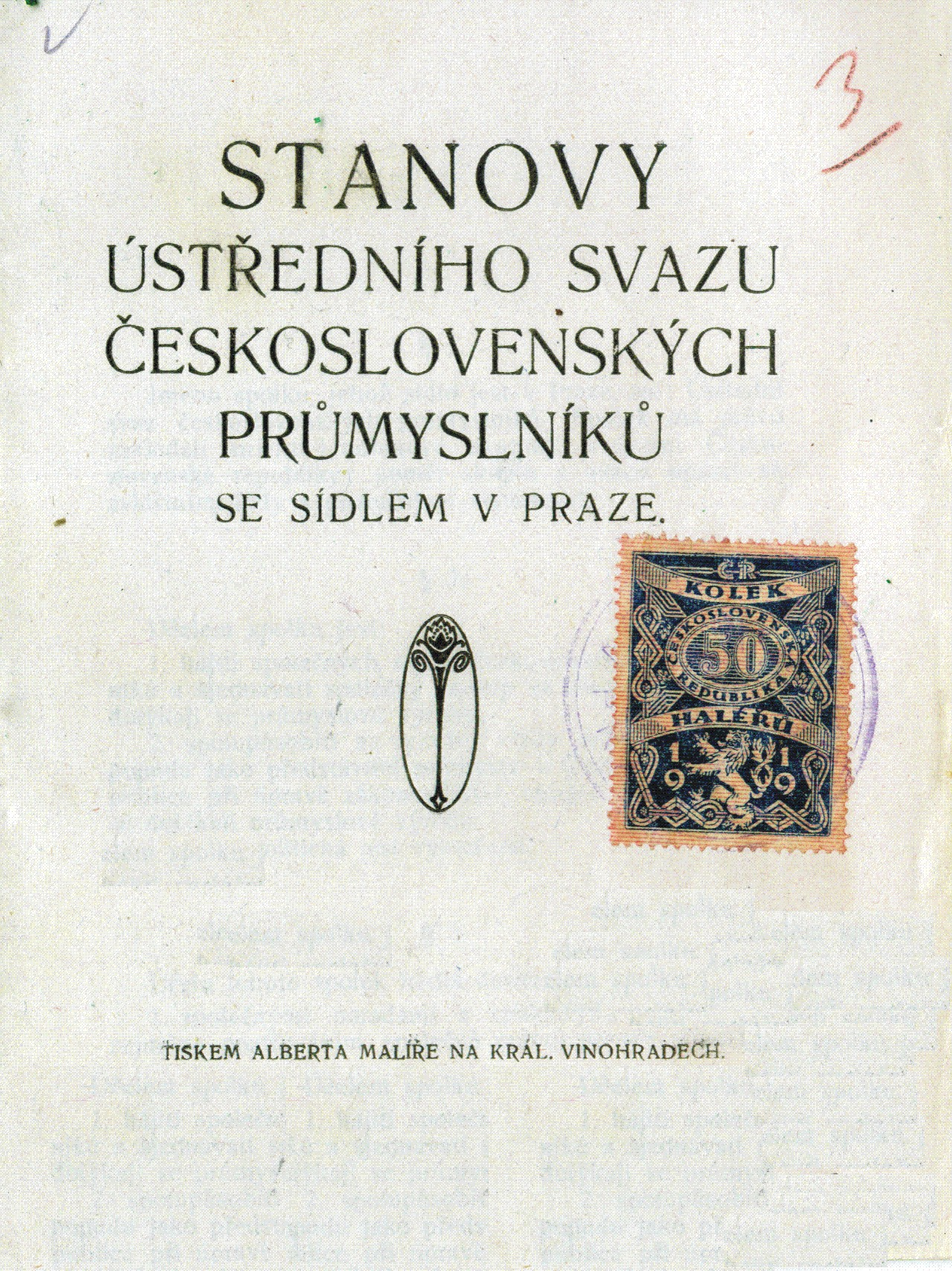
Stanovy Českého svazu průmyslníků

Před rokem 1918 byly reprezentanty českých podnikatelských skupin české sekce Ústředního svazu rakouského průmyslu a Jednoty rakouských průmyslníků. Po roce 1918, konkrétně od valné hromady z 18. června, převzal správu nad zájmy průmyslu Český svaz průmyslníků. Koncem roku 1918 byl na podkladě spolkového zákona právně založen Ústřední svaz československých průmyslníků, dobrovolná celostátní organizace, která rychle s velkými bankami a jinými vrcholnými ekonomickými strukturami ovládla československé hospodářství a společně s nimi měla rozhodující slovo při určování ekonomické politiky vlády nového státu. Mezi čelné představitele Svazu patřili F. Malinský, B. Mařík, J. Preiss (předsedové), T. Baťa, J. Baťa, F. Hodáč, L.Myslík, V. Klement, V. Kavalier, F. Zátka a další osobnosti.
Dne 29. srpna 1939 byl na základě nařízení ministra průmyslu, obchodu a živností průmysl v Čechách a na Moravě povinně organizován v Ústředním svazu průmyslu pro Čechy a Moravu, členěném jak odborně do 23 hospodářských skupin, tak územně do 10 územních skupin. Po roce 1945 se svaz vrátil k původnímu jménu, poúnorový mocenský monopol KSČ ale přinesl nástup centrálně plánovaného hospodářství a tím i likvidaci Ústředního svazu československého průmyslu ke dni 30. září 1950. V tu dobu měl Svaz 14 tisíc členů.
Snaha o jeho obnovení v roce 1968 pak vydržela jen do následujícího roku. K obnově došlo až 5. května 1990, kdy byl v Ostravě z iniciativy 153 podniků a organizací založen Svaz průmyslu České republiky, který navázal na Ústřední svaz československých průmyslníků. Dne 17. března 1994 schválila valná hromada přejmenování na Svaz průmyslu a dopravy České republiky.

## Organizační struktura
V čele Svazu průmyslu stojí devatenáctičlenné představenstvo, které je voleno ze zástupců členských firem. Představenstvo se skládá z prezidenta, sedmi viceprezidentů a 11 členů představenstva. Kontrolním orgánem Svazu je pětičlenná dozorčí rada. Od května 2023 vede Svaz průmyslu a dopravy ČR prezident Jan Rafaj.

### Prezidenti
Od obnovení Svazu stáli v čele předsednictva:
- 1990 Miroslav Grégr
- 1990–1993 Hynek Hanák
- 1993–2000 Štěpán Popovič
- 2000–2001 Petr Karas
- 2001–2004 Stanislav Kázecký
- 2004–2011 Jaroslav Míl
- 2011–2023 Jaroslav Hanák
- od 2023 Jan Rafaj

### Čestní členové
- Tomáš Baťa mladší
- Miroslav Krejčí[5]
- Miroslav Grégr
- Bořivoj Frýbert
- Hynek Hanák
- Petr Karas
- Vratislav Kulhánek
- Jaroslav Míl
- Břetislav Ošťádal
- Štěpán Popovič
- Otto Slavík
- Karel Šperlink
- Václav Valeš
- Josef Zbořil

## Poslání
Svaz průmyslu a dopravy ČR hájí zaměstnavatele a podnikatele a snaží se pro ně vytvářet optimální podmínky pro podnikání a zvyšování konkurenceschopnosti.

### Zastoupení v Radě hospodářské a sociální dohody
V Radě hospodářské a sociální dohody (tripartitě) se projednávají zásadní ekonomické a sociální témata na úrovni vláda – zaměstnavatelé – odbory. Součástí tripartity jsou konzultace na úrovni expertů. Svaz zastupuje své členy při kolektivním vyjednávání s odbory a nabízí jim své konzultace.

### Připomínky k zákonům
Svaz je oficiálním připomínkovým místem pro legislativu. Uplatňuje požadavky firem v souhrnných stanoviscích, které umisťuje do elektronické knihovny vládních materiálů (e-klep). Členové mohou prostřednictvím Svazu iniciovat změny právních norem směřující ke zlepšení podnikatelského prostředí. Ročně Svaz okomentuje na 140 zákonů.

### Témata SP ČR
Svaz formuluje v expertních týmech a pracovních skupinách stanoviska na základě potřeb svých členů. Zabývá se tématy, které se dotýkají téměř všech sektorů průmyslu a dopravy:
- bezpečnost práce
- daně
- digitalizace
- doprava a infrastruktura
- energetika
- environmentální politika
- export
- EU
- hospodářská politika
- kohezní politika
- legislativa
- lidské zdroje
- potravinářství
- průmysl 4.0
- trh práce
- výzkum, vývoj a inovace
- vzdělávání
- zdravotnictví

## Členství v mezinárodních organizacích
Svaz průmyslu a dopravy ČR je členem evropských i mezinárodních organizací, které prosazují zájmy zaměstnavatelů a podnikatelů na evropské úrovni. Od roku 1993 je členem Konfederace evropského podnikání BusinessEurope, která sdružuje 40 evropských národních zaměstnavatelských svazů. V Bruselu má také své stálé zastoupení. Od roku 1996 má své zástupce v Poradním výboru pro průmysl a obchod OECD (BIAC).
Na bilaterální úrovni spolupracuje s partnerskými průmyslovými svazy, obchodními komorami a ostatními hospodářskými institucemi v zahraničí na základě dohod o spolupráci.
Zástupci Svazu působí v Evropském hospodářském a sociálním výboru (EHSV), což je poradní orgán Evropské komise a součást Evropského sociálního dialogu. Svaz zastupuje zaměstnavatele v poradních výborech a agenturách Evropské komise, v nichž je účast sociálních partnerů zakotvena ve Smlouvě o Evropském společenství.
Svaz průmyslu a dopravy ČR je spoluzakladatelem České podnikatelské reprezentace v Bruselu (CEBRE), a to společně s Hospodářskou komorou ČR a Konfederací zaměstnavatelských a podnikatelských svazů ČR. CEBRE bylo vytvořeno, aby prezentovalo a obhajovalo české podnikatelské zájmy před evropskými institucemi a u evropských podnikatelských federací přímo v Bruselu.

## Organizované akce

### Sněm Svazu průmyslu a dopravy ČR
Sněm SP ČR je pro členy Svazu nejvýznamnější událostí roku. Tradičně je součástí prvního dne Mezinárodního strojírenského veletrhu na brněnském výstavišti. Na Sněmu Svaz průmyslu hodnotí aktuální ekonomickou situaci a dochází zde k výměně názorů a stanovisek mezi vládou a zaměstnavateli a podnikateli. Schází se zde každoročně na čtyři stovky zástupců firemní sféry a význačných hostů.